# 闽东革命根据地
闽东革命根据地是中国共产党在闽东建立的政权，于1934年—1935年（以闽东苏维埃政府名义）、1937年—1938年（以闽东军政委员会名义）管理闽东地区，包含闽东苏区、闽东游击区和闽东军政委员会三个时期，接受中共闽东特委的领导，抗日战争时期则名义上接受国民政府的领导。1949年，中共解放福建后，在闽东地委的基础上建立福安专区，事实上是闽东苏区的延续。:900-901

## 背景
四一二事变后，中共活动被迫转入地下，1931年，于福建省福州市秘密成立的中共福州中心市委在福安成立中心县委，后改为闽东临时特委。在特委的领导下，闽东各地及靠近闽东的浙南边境陆续建立起了多个中共党支部，又发展为苏维埃政权。

## 沿革
1934年2月，中国共产党在闽东地区已成立49个区（乡）级苏维埃政府，并在此基础上整并为15个县级苏维埃政府和革命委员会，于福安县柏柱洋村召开闽东第一届工农兵代表大会，选举产生闽东苏维埃政府，马立峰任政府主席，叶秀蕃任副主席，随后由闽东特委成立的闽东独立师则是闽东苏区的武装力量。
1935年起，由于国军的清剿，闽东苏区多处被攻克，闽东特委决定将苏区转变为游击区。1937年，受中共中央统一战线的影响，闽东苏区改组为军政委员会，叶飞出任主席，1938年1月25日，阮英平、范式人、陈挺率领闽东独立师1380多名红军指战员从石堂先后抵达屏南棠口整训，待命北上抗日，此后，军政委员会实际停止运作。

## 行政区划
闽东苏维埃政府先后下辖15个县级政权：:900
- 寿宁县革命委员会（在今寿宁县）
- 福安县革命委员会（在今福安市）
- 连江县苏维埃政府（前身是连江县革命委员会，曾一度改称连罗县苏维埃政府，在今连江县、罗源县、闽侯县）
- 福霞县苏维埃政府（在今福安市、霞浦县）
- 福寿县苏维埃政府（在今福安市、寿宁县）
- 霞鼎泰县苏维埃政府（在今柘荣县、福鼎市、泰顺县）
- 罗源县苏维埃政府（在今罗源县）
- 霞鼎县苏维埃政府（在今霞浦县、福鼎市、柘荣县）
- 宁德县苏维埃政府（在今宁德市蕉城区）
- 安德县苏维埃政府（在今福安市、蕉城区）
- 周墩县苏维埃政府（在今周宁县）
- 安福县苏维埃政府（在今福安市、柘荣县）
- 宁屏古周（县）革命委员会（后改称周政屏（县）革命委员会，又称周政屏苏维埃政府，在今周宁县、屏南县、古田县、政和县）
- 周墩县革命委员会（在今周宁县）
- 政屏县革命委员会（在今政和县、屏南县）

1936年，成立福鼎县人民革命委员会和鼎平人民革命委员会，隶属中国共产党浙南特别委员会领导下的浙南人民革命委员会。

## 历任行政长官
| 届次 | 姓名   | 肖像 | 籍贯     | 职务                 | 任期                | 备注       |
| ---- | ------ | ---- | -------- | -------------------- | ------------------- | ---------- |
| 1    | 马立峰 |      | 福建福安 | 闽东苏维埃政府主席   | 1934年2月–1935年2月 | 被叛徒刺杀 |
| 1    | 叶秀蕃 |      | 福建寿宁 | 闽东苏维埃政府副主席 | 1934年2月–1935年5月 | 遭袭击牺牲 |
| 2    | 叶飞   |      | 福建南安 | 闽东军政委员会主席   | 1937年2月–1938年    |            |
| 2    | 阮英平 |      | 福建福安 | 闽东军政委员会副主席 | 1937年2月–1938年    |            |
| 2    | 范式人 |      | 福建寿宁 | 闽东军政委员会副主席 | 1937年2月–1938年    |            |